# Scatole d'amore in conserva
Scatole d'amore in conserva è una raccolta di racconti di Filippo Tommaso Marinetti, pubblicata originariamente nel 1927 dalle "Edizioni d'arte Fauno" di Roma. Il volume, con copertina e fregi di Carlo Petrucci e illustrazioni di Ivo Pannaggi, ha un prezzo di copertina di "Lire 4".

## Le illustrazioni
Uno degli elementi più interessanti del volume è l'illustrazione in prima di copertina. Carlo Petrucci vi ha ritratto in campo giallo un barattolo di latta (il cui coperchio è parzialmente aperto) etichettato come "Estratto d'Amore - concentrato nel vuoto - marca depositata". L'idea è ispirata al titolo marinettiano, ma più che rifarsi all'iconografia futurista, sembra anticipare di decenni la Pop art. All'interno le piccole illustrazioni di Ivo Pannaggi commentano i testi riecheggiando le forme stilizzate tipiche del secondo futurismo.

## La collana
Le edizioni d'arte di Fauno erano specializzate in piccoli libri illustrati a prezzi non elevati. Tra le varie collane (identificate dal colore del "fauno" in copertina), il "fauno giallo" comprendeva i titoli umoristici, ma anche lievemente licenziosi (secondo un codice cromatico di origine francese).

## Il contenuto
I racconti pubblicati in Scatole d'amore in conserva non sono tutti originali, ma provengono da altri libri dell'autore: in alcuni casi si tratta di materiale che prima faceva parte di testi più lunghi o memoriali, e che solo in questa occasione diventa un racconto a sé stante.

## Edizioni
- Filippo Tommaso Marinetti, Scatole d'amore in conserva, collana Umorismo italiano - Al Fauno giallo, Edizioni d'arte Fauno, 1927,  p. 100.